# フネガイ目
フネガイ目（ふねがいもく）、学名 Arcida は軟体動物門二枚貝綱翼形亜綱に属する分類群。二枚貝のなかでも起源の古い原始的なグループで、オルドビス紀から存在しているとされる。学名はフネガイ科のタイプ属 Arca に由来する。元になった属名 Arca は「箱」の意で、タイプ種のノアノハコブネガイの殻形に由来する。

## 分布
世界中の海に分布し、潮間帯から深海まで見られるが、特に熱帯から温帯の浅海に多くの種が分布する。また一部の種は汽水から淡水にも生息する。

## 形態
最大の特徴は二枚の殻を背部でつなぐ蝶番の構造にあり、多数の小さい歯が前後に並ぶ多歯型と呼ばれるものとなっている。これに似た多歯型の蝶番はクルミガイ類やロウバイガイ類などのいわゆる「原鰓類」にも見られるが、フネガイ目では靱帯が長く直線状になるものが多いことや、殻に真珠層を持たないこと（従って真珠光沢はない）、鰓の構造などに特徴がある。同じ翼形類とされるイガイ目、カキ目、イタヤガイ目とは、蝶番が多歯型であることに加え閉殻筋（貝柱）のタイプにも違いがあり、これら3目では前方の閉殻筋が退化縮小して著しい不等筋になっているか、もしくは消失して単筋になっているのに対し、フネガイ目では前方の筋肉がやや小さいとは言え、前後の閉殻筋がほぼ同様に発達する双筋であることに違いがある。
鰓は糸鰓型で、他の翼形類とともに糸鰓類とも呼ばれることがある。体を左右から覆う外套膜は腹側で癒合する部分がなく、後方でも遊離していて水管を形成しない。ノアノハコブネガイなどの Arca 属には外套膜に眼点をもつものがある。砂泥底などに埋生する種では足が発達するが、岩などに付着するものでは非常に太い足糸をもつものがある。

## 生態
フネガイ科の一部は足糸で岩などに付着し、その他のものは砂泥底に潜って水中のプランクトンやその他の浮遊物を濾過食する。しかし水管が発達しないため、砂泥に潜る種類でも外套膜の後端を直接水中に出していなければならず深くは潜らない。

## 分類
現在では7つの下位分類群が知られており、フネガイ科は海外では「ark clam」や「ark shell」として有名。日本ではフネガイ科のアカガイ属(Anadara)のアカガイが有名。旧来はシラスナガイ上科が存在するとされていたが、近年ではフネガイ上科に含むことができると考えられている。
下位分類群
- フネガイ上科 Arcoidea
  - フネガイ科 Arcidae
  - ヌノメアカガイ科 Cucullaeidae
  - サンカクサルボウガイ科Noetiidae
  - シコロエガイ科 Parallelodontidae
- シラスナガイ上科 Limopsoidea
  - タマキガイ科 Glycymerididae
  - シラスナガイ科 Limopsidae
  - シラスナガイモドキ科 Philobryidae

## 人との関係
古くから食用とされ、特に Anadara 属の中-大型種は、それらが産する世界各地で重要な食用種となっており、日本でもこの属のアカガイやサルボウなどがよく利用される。またハイガイは食用以外に、その殻を焼いて石灰を製したことから「灰貝」の名をもつ。

## ギャラリー

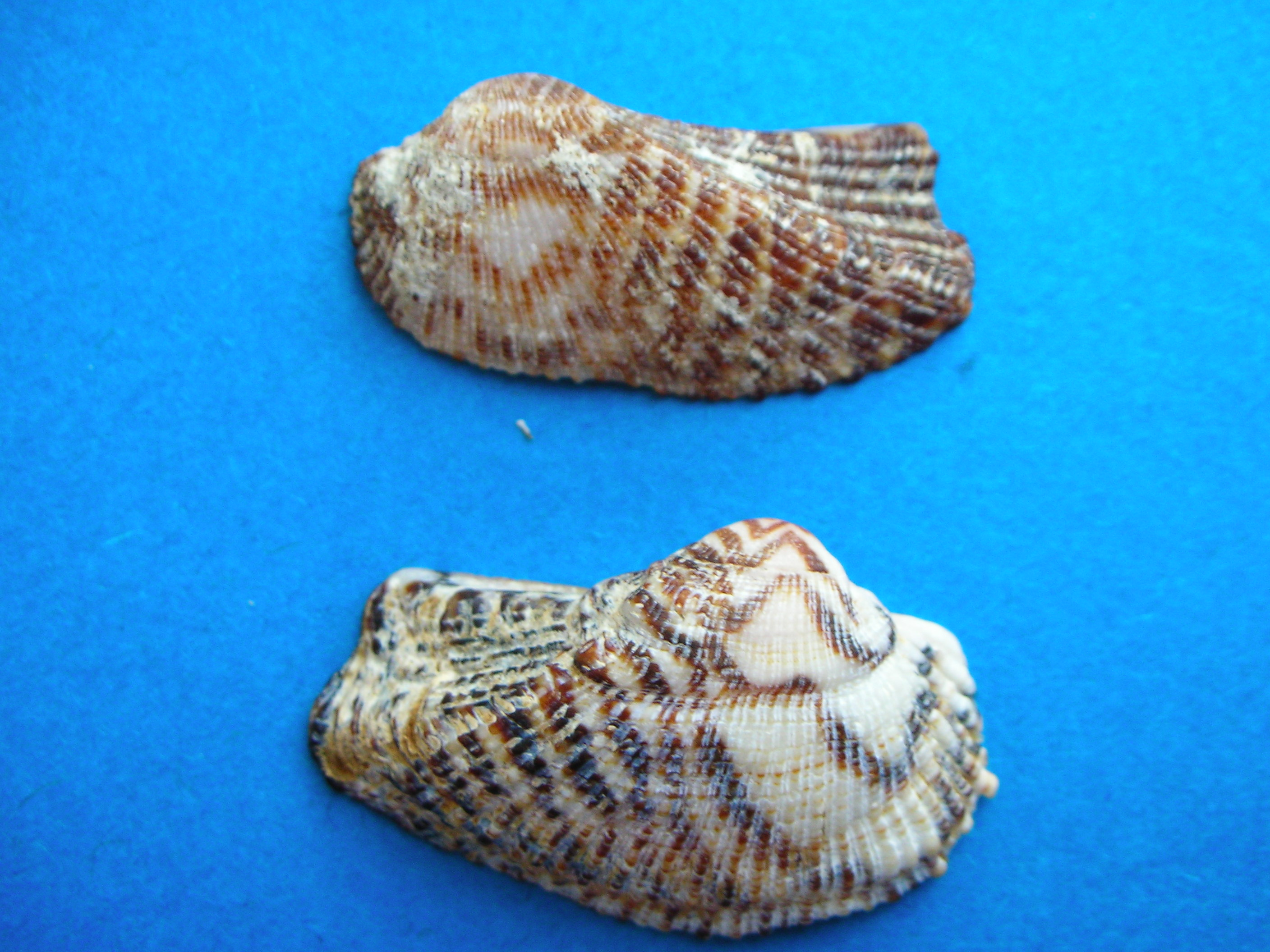
ノアノハコブネガイ （フネガイ科）
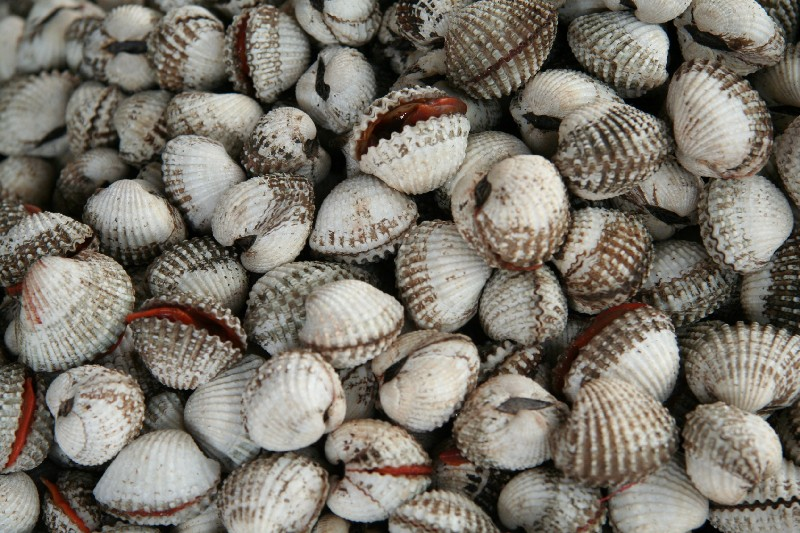
ハイガイ （フネガイ科）
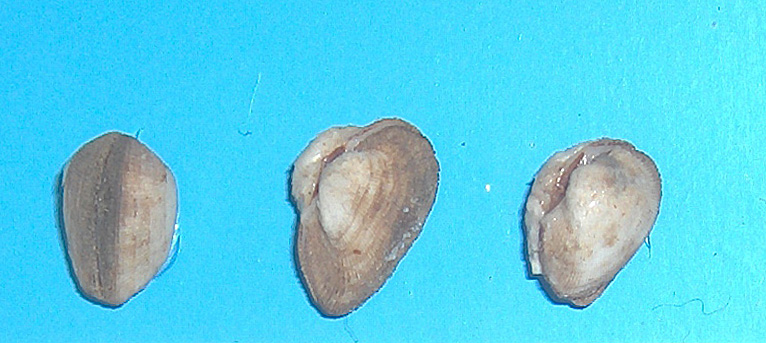
ラクティアミミエガイ （サンカクサルボウガイ科）
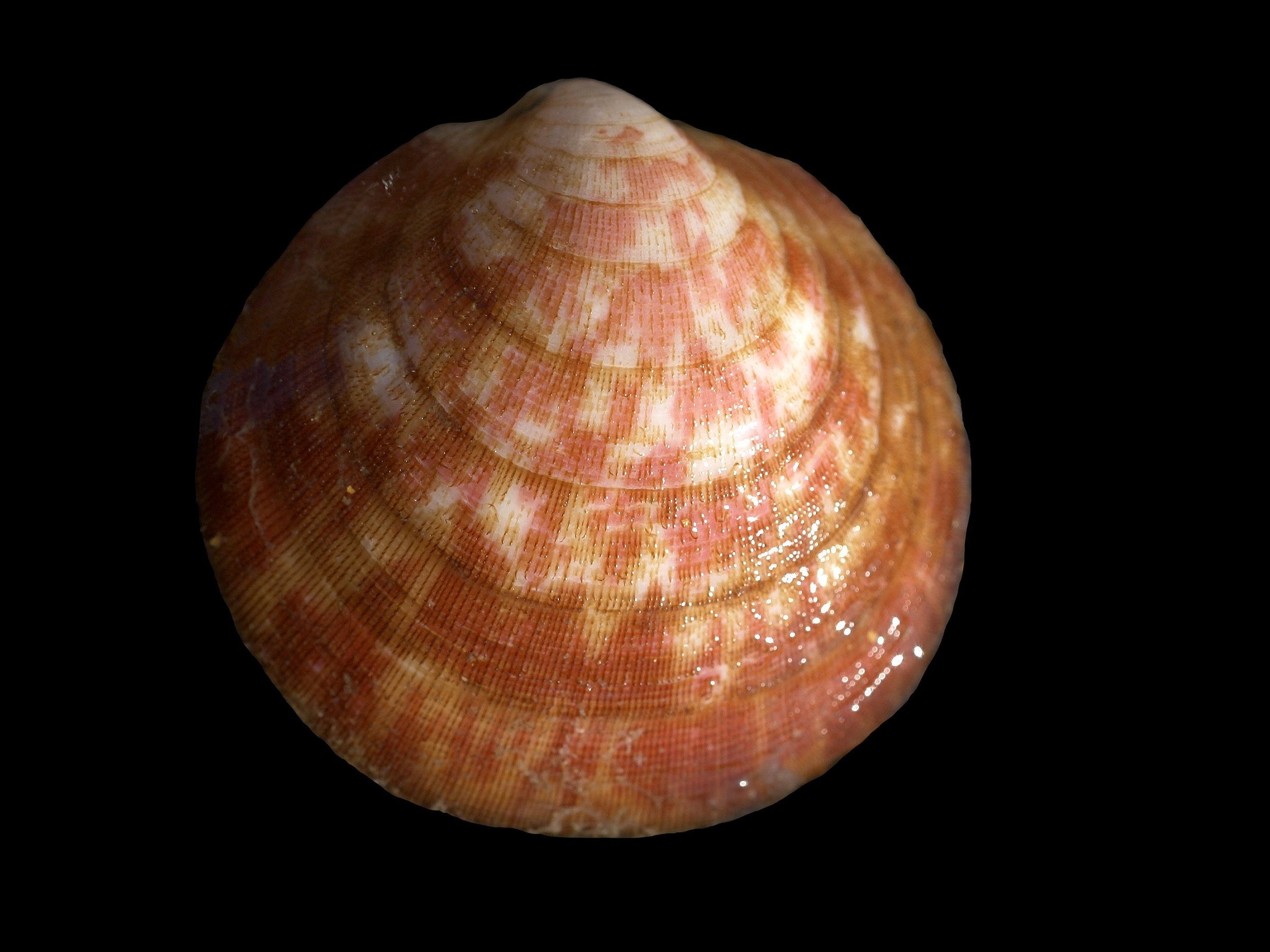
ホンタマキガイ （タマキガイ科）